# Penicillium chrysogenum
Penicillium chrysogenum là một loài nấm hoạt sinh trong chi Penicillium, họ Trichocomaceae. Loài này phổ biến ở các vùng ôn đới và cận nhiệt đới và có thể được tìm thấy trên các sản phẩm thực phẩm muối, nhưng nó chủ yếu được tìm thấy trong môi trường trong nhà, đặc biệt là trong các tòa nhà ẩm ướt hoặc bị hư hại. Loài này trước đây được gọi là Penicillium notatum. Loài này hiếm khi được báo cáo là nguyên nhân gây bệnh cho con người. Các chất chuyển hóa thứ cấp khác của P. chrysogenum bao gồm roquefortine C, meleagrin, chrysogine, xanthocillins, axit secalonic, sorrentanone, sorbicillin và PR-toxin.